# 메리 크리스마스 (2006년 영화)
메리 크리스마스(Merry Christmas)는 한국에서 제작된 최영준 감독의 2006년 드라마 영화이다. 한상철 등이 주연으로 출연하였다.

## 출연

### 주연
- 한상철
- 알레한드로 페레즈
- 류현빈

## 제작진
- 조명: 유일승
- 붐어시스턴트: 박현철
- 믹싱: 송영호
- 미술: 최영준